# AMDIS
AMDIS (Automated Mass Spectrometry Deconvolution and Identification System) ist ein vom National Institute of Standards and Technology entwickeltes Werkzeug zur Dekonvolution von überlagernden Peaks in der Gaschromatographie mit Massenspektrometrie-Kopplung. Dabei sucht der Algorithmus nach typischen Peakformen, zieht verrauschte Signale ab und extrahiert digital aufgereinigte Spektren, die dann einer Datenbanksuche unterzogen werden können.

## Anwendung
Entwickelt wurde AMDIS ursprünglich, um die Durchsetzung der Chemiewaffenkonvention weltweit durch Laboranalysen von Verdachtsfällen zu erleichtern. Mittlerweile gibt es jedoch auch zahlreiche zivile Anwendungen. So können mittels AMDIS in der klinischen Toxikologie Drogen, Gifte und deren Metabolite im Urin von Patienten nachgewiesen werden, um dann in der Notfallmedizin schnell Gegenmaßnahmen einzuleiten. Zudem kann es Anwendung in der forensischen Toxikologie finden. Es kann auch dazu verwendet werden Stoffwechselstörungen zu diagnostizieren. Ein weiteres Anwendungsfeld ist die Metabolomik. In der Analytik von Aromen findet AMDIS Anwendung, da dort Spurenstoffe ebenfalls entscheidend sein können. In der Lebensmittelanalytik kann es zum Nachweis von Pestiziden verwendet werden. Innerhalb der analytischen Pyrolyse-GC/MS, die komplexe Chromatogramme erzeugt, findet es ebenfalls Anwendung.